# Хотел за птици
„Хотел за птици“ (на корейски: 파란 대문) е южнокорейски филм от 1998 година, драма на режисьора Ким Ки Дук по негов сценарий в съавторство със Со Джон Мин.
В центъра на сюжета са отношенията на млада проститутка с членовете на четиричленно семейство, в чийто малък хотел живее и работи. Главните роли се изпълняват от Ли Джи Ън, Ли Хе Ън, Ан Дже Мо.